# Джафар ибн Абу Талиб
Джафар ибн Абу Та́либ ат-Тайя́р (араб. جعفر بن أبي طالب الطيار‎; 589, Мекка — 629, Мута) — сын Абу Талиба, двоюродный брат пророка Мухаммеда.

## Биография
Джафар ибн Абу Талиб родился в Мекке в семье Абу Талиба ибн Абд аль-Мутталиба. Он был старше своего брата Али на 10 лет. В год засухи, когда Абу Талиб уже не мог достойно обеспечивать свою многодетную семью, его брат аль-Аббас взял к себе Джафара, а Мухаммед — Али. После начала пророческой миссии Мухаммеда Джафар и Али в числе первых, приняли ислам. В списках первых принявших ислам, Джафар занимает 24-е, 31-е, или 32-е место. После гонений на мусульман в Мекке, Джафар вместе со своей женой Асмой эмигрировал в Эфиопию. Его имя возглавляет второй перечень, приведенный Ибн Хишамом.
Через некоторое время, после того, как группа мусульман прибыла в Эфиопию, за ними прибыли двое влиятельных курайшитов— Абдуллах ибн Рабиа и Амр ибн аль-Ас, с целью убедить эфиопского негуса Асхама ибн Абджар (Наджаши) выдать им мусульманских беженцев. Наджаши склонялся к тому, чтобы выдать их мекканцам и тогда Джафар, чтобы спасти положение, вышел вперед и задал вопросы курайшитам относительно того, являются ли мусульмане, прибывшие в Эфиопию беглыми рабами, и совершили ли они какие-либо преступления, находясь в Мекке? Послы подтвердили, что среди мусульман рабов нет, и никаких преступлений они не совершали. Единственное к чему они могли поставить в вину, это то, что они отреклись от веры своих предков. Тогда негус Наджаши задал Джафару ибн Абу Талибу вопросы относительно мусульманской веры и тот вкратце изложил ему основные положения Ислама, прочитал аяты из коранических сур « Марьям», «аль-Анкабут», «ар-Рум» и «аль-Кахф». Убедившись в том, что положения исламской религии не противоречат принципам авраамического монотеизма, нагус Наджаши решил не выдавать мусульманских эмигрантов курайшитам. Наджаши взял мусульман под своё покровительство, а некоторые мусульманские источники говорят о том, что он даже принял ислам.
В 628 году Джафар и его друзья приехали из Эфиопии в Медину. В следующем году Джафар ибн Абу Талиб погиб, сражаясь в битве при Муте.